# Matthias Röder
Matthias Röder, född den 4 februari 1972 i Hohenmölsen, Tyskland, är en tysk kanotist.
Han tog bland annat VM-guld i C-2 1000 meter i samband med sprintvärldsmästerskapen i kanotsport 1997 i Dartmouth Kanada.